# João Dalla Corte
João Paulo Dalla Corte (ur. 7 czerwca 2006 w Encruzilhada do Sul) – brazylijski piłkarz występujący na pozycji środkowego obrońcy, od 2023 roku zawodnik Internacionalu.